# Ludwig Bauer (Märtyrer)
Ludwig Bauer (* 4. Oktober 1891 in Oppenheim; † 21. November 1942 im KZ Dachau) war ein deutscher römisch-katholischer Gärtnereibesitzer und Märtyrer.

## Leben
Ludwig Bauer, Mitglied der Zentrumspartei und stadtbekannter Opponent der Nationalsozialisten, wurde nach Ausbruch des Zweiten Weltkriegs wegen Abhörens eines ausländischen Senders zu zwei Jahren Zuchthaus in Butzbach verurteilt. 1941 kam er in das KZ Dachau und starb dort im November 1942 im Alter von 51 Jahren.

## Gedenken
Die deutsche Römisch-katholische Kirche hat Ludwig Bauer als Märtyrer aus der Zeit des Nationalsozialismus in das deutsche Martyrologium des 20. Jahrhunderts aufgenommen.